# Václav Smetáček
Václav Smetáček (30. září 1906 Brno – 18. února 1986 Praha) byl český hobojista, dirigent, sbormistr, pedagog, hudební vědec a hudební skladatel.

## Život

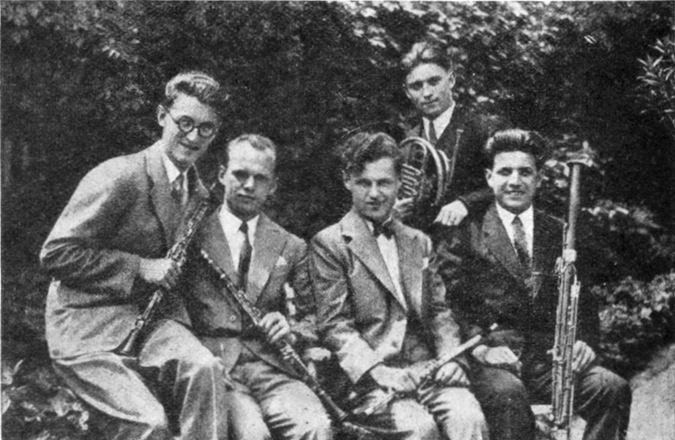
Pražské dechové kvinteto, asi 1931 (zleva doprava: Václav Smetáček – hoboj, Vladimír Říha – klarinet, Rudolf Hertl – flétna, Otakar Procházka – lesní roh, Karel Bidlo – fagot)

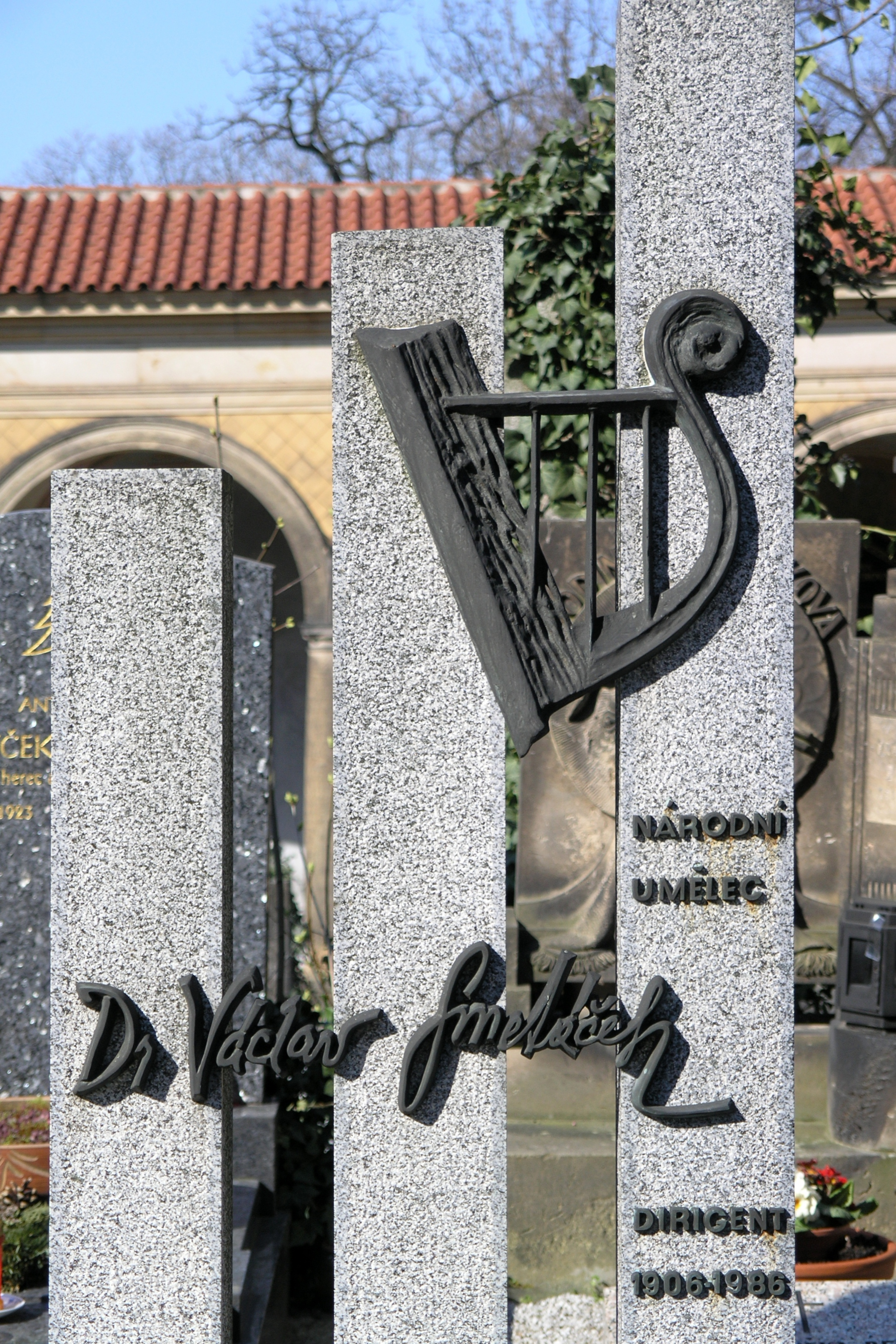
Náhrobek Václava Smetáčka na Vyšehradském hřbitově

### Původ a mládí
Narodil se v Brně, byl synem právníka, nadšeného amatérského hudebníka a příležitostného skladatele Rudolfa Smetáčka.

### Hudební dráha
Roku 1928 založil Pražské dechové kvinteto, jehož uměleckým vedoucím byl do roku 1956. V letech 1930–1933 působil jako hobojista České filharmonie. V roce 1928 začal studovat na Karlově univerzitě hudební vědu a estetiku, promoval v roce 1933. Studium ukončil roku 1933 disertační prací: Orchestrace Smetanova mládí. Před tím  studoval hru na hoboj, skladbu a dirigování na Pražské konzervatoři.
V letech 1934 až 1939 působil jako zástupce sbormistra a později jako hlavní sbormistr pěveckého sboru Hlahol pražský. Zároveň s tím začal dirigovat nově založený Orchestr FOK a pracoval také v Československém rozhlasu. V roce 1942 převzal  post šéfdirigenta Symfonického orchestru hlavního města Prahy FOK, kde pak působil prakticky až do své smrti. Po druhé světové válce začal také učit hře na hoboj na konzervatoři, a později také na HAMU, kde vyučoval obor řízení orchestru. Byl častým hostujícím dirigentem České filharmonie a mnoha renomovaných zahraničních orchestrů. Byl znám jako velký propagátor díla Bedřicha Smetany, cyklus symfonických básní Má vlast nastudoval s celou řadou zahraničních orchestrů, řídil jeho jihoamerickou premiéru v Argentině a s Českou filharmonií pořídil pro Supraphon vůbec první československou digitální nahrávku.
V letech 1959–1960 byl šéfdirigentem Berlínského symfonického orchestru. Řídil Filharmonický orchestr Los Angeles, amsterdamský Concertgebouworkest i symfonické orchestry v Japonsku. V zahraničí působil několikrát i jako operní dirigent. Např. na Islandu nastudoval s českými sólisty a islandským operním souborem Smetanovu Prodanou nevěstu, v roce 1966 uvedl v milánské opeře La Scala premiéru opery Leoše Janáčka Z mrtvého domu. V Teatro Colón v Buenos Aires nastudoval Musorgského operu Boris Godunov, Šostakovičovu Kateřinu Izmailovou a Janáčkovu Káťu Kabanovou. Při svých zahraničních angažmá se hojně věnoval i dílům současných českých skladatelů. V novinových titulcích byl nazýván létajícím dirigentem nebo velvyslancem české hudby.
Byl neuvěřitelně pracovitým, vitálním a energickým hudebníkem, který během svého života dokázal paralelně vykonávat velké množství uměleckých činností. V roce 1976 mu byl jako jednomu z mála nestraníků propůjčen titul Národní umělec. Řada jeho gramofonových nahrávek byla oceněna Grand Prix du Disque de l'Academie Charles Cross, francouzskou prestižní cenou v oboru vážné hudby. Rovněž získal polské vyznamení, důstojnický kříž řádu Polonia restituta.
V listopadu roku 1974 utrpěl při koncertu ve Florencii mozkovou příhodu a na rok přerušil veřejná vystoupení. Ke konci života ztrácel zrak a všechny skladby, které dirigoval, se učil a řídil zpaměti. Zemřel 18. února 1986 v Praze a je pochován na Vyšehradě.

## Rodina
S manželkou, historičkou umění PhDr. Miladou Lejskovou-Matyášovou, měl tři děti: oba synové Ivan a Pavel byli jazzoví muzikanti, dcera Helena Čižinská je historičkou umění a pražskou památkářkou. Vnuk Štěpán Smetáček je rockový bubeník. Vnuci Pavel Čižinský a Jan Čižinský jsou pražští komunální politici.
S druhou ženou Mílou Smetáčkovou (roz. Kočvarovou), dloholetou předsedkyní České hudní společnosti, měl dceru Václavu.

## Dílo
Jeho skladatelské dílo není příliš rozsáhlé a pochází spíše z mladších let. Kompozici absolvoval na konzervatoři u Jaroslava Křičky Dechovým kvintetem. Vzhledem k tomu, že jeho hlavním hudebním nástrojem byl hoboj, zkomponoval i řadu skladeb pro hoboj a komorní dechová obsazení. Pro hoboj napsal i didaktická díla: Školu pro hoboj, Stupnicové etudy pro hoboj a 6 mistrovských etud pro hoboj. Zkomponoval tři klavírní cykly, několik sborů, pochodů, znělek a fanfár.
Pro velký orchestr instrumentoval Obrázky z výstavy Modesta Petroviče Musorgského, Toccatu a fugu d-moll Johanna Sebastiana Bacha. Pro rozhlas připravoval pásma z oper Bedřicha Smetany a Antonína Dvořáka a psal scénickou hudbu k rozhlasovým hrám, častečně i ve spolupráci se svým otcem. V 70. letech zkomponoval pro soubor svých synů – Traditional Jazz Studio – několik drobných skladeb v jazzovém stylu s hobojovým partem, který si s nimi také sám zahrál.
Po smrti Dr. Václava Smetáčka předala rodina celou jeho pozůstalost do Národního archivu, kde je k dispozici k badatelským účelům.